# Emil Kühn
Emil Kühn (* 28. Mai 1938) ist ein ehemaliger deutscher Fußballspieler. Für Motor Steinach bestritt er von 1963 bis 1965 37 Spiele in der DDR-Oberliga, der höchsten Spielklasse im DDR-Fußball.

## Sportliche Laufbahn
1957 bestritt der 19-jährige Emil Kühn seine ersten Spiele in der drittklassigen II. DDR-Liga für die Betriebssportgemeinschaft (BSG) Motor Steinach. 1958 erreichte er mit seiner Mannschaft zum ersten Mal einen Aufstieg, Steinach stieg in die I. DDR-Liga auf. Dort wurde Kühn 1959 in 25 der 26 Punktspiele eingesetzt, die BSG Motor stieg aber wieder in die II. DDR-Liga ab. Es dauerte zwei Spielzeiten, ehe Steinach 1961/62 (Einführung der Sommer-Frühjahr-Saison) erneut den Aufstieg in die I. DDR-Liga schaffte. Im zweiten Anlauf in der Zweitklassigkeit schaffte Motor Steinach 1962/63 den Durchmarsch zur DDR-Oberliga. An diesem Triumph war Kühn als linker Läufer mit Einsätzen in allen 26 Punktspielen und fünf Toren maßgeblich beteiligt. Sein Tor zum 1:0-Sieg über den ASK Vorwärts Leipzig am vorletzten Spieltag sicherte den Steinachern den Aufstieg.
In seiner ersten Oberligasaison 1963/64 wurde Kühn bis zum zwölften Spieltag regelmäßig eingesetzt, in der Regel weiter als linker Läufer. In der Rückrunde wurde er nur in fünf Punktspielen aufgeboten, nun im Angriff. Sein einziges Punktspieltor erzielte er allerdings aus dem Mittelfeld. Als Stürmer bestritt Kühn auch die zweite Oberligaspielzeit der Steinacher. In seinen 20 Punktspieleinsätzen spielte er zumeist auf der halbrechten Angriffsseite und schoss zwei Tore.
Nach der Saison 1964/65 musste Motor Steinach wieder in die DDR-Liga absteigen. Dort war Kühn noch in den Spielzeiten 1965/66 und 1966/67 aktiv. Von 60 ausgetragenen Punktspielen bestritt er 39 und erzielte 1965/66 noch einmal drei Punktspieltore. Schon mit 29 Jahren beendete er 1967 seine Laufbahn als Leistungsfußballer.